# 모터스톰: 아크틱 엣지
모터스톰: 아크틱 엣지(일본어: MotorStorm Raging Ice 〜モーターストーム レイジングアイス〜 모타스토무 레이싱구아이스[*], 영어: MotorStorm: Arctic Edge 모터스톰: 아크틱 에지[*])는 소니 컴퓨터 엔터테인먼트가 2009년 11월 1일 일본에서 발매한 플레이스테이션 포터블용 레이싱 게임으로, 개발은 영국의 Evolution Studios에서 했다.

## 평가
| 평론 점수 평론사 점수 PS2 PSP 에지 N/A 7/10 [ 1 ] 유로게이머 N/A 7/10 [ 2 ] 게임 인포머 N/A 7/10 [ 3 ] 게임 레볼루션 C [ 4 ] N/A 게임스팟 N/A 7.5/10 [ 5 ] 게임스파이 N/A [ 6 ] 게임트레일러스 N/A 8.4/10 [ 7 ] 게임존 N/A 8.7/10 [ 8 ] IGN 8/10 [ 9 ] 9/10 [ 10 ] OPM (UK) N/A 8/10 [ 11 ] 411Mania N/A 8.7/10 [ 12 ] 통합 점수 게임랭킹스 77.78% [ 13 ] 81.28% [ 14 ] 메타크리틱 72/100 [ 15 ] 79/100 [ 16 ] |        |        |
| 평론 점수 |        |        |
| 평론사 | 점수   | 점수   |
| 평론사 | PS2    | PSP    |
| 에지 | N/A    | 7/10   |
| 유로게이머 | N/A    | 7/10   |
| 게임 인포머 | N/A    | 7/10   |
| 게임 레볼루션 | C      | N/A    |
| 게임스팟 | N/A    | 7.5/10 |
| 게임스파이 | N/A    | [ 6 ]  |
| 게임트레일러스 | N/A    | 8.4/10 |
| 게임존 | N/A    | 8.7/10 |
| IGN | 8/10   | 9/10   |
| OPM (UK) | N/A    | 8/10   |
| 411Mania | N/A    | 8.7/10 |
| 통합 점수 |        |        |
| 게임랭킹스 | 77.78% | 81.28% |
| 메타크리틱 | 72/100 | 79/100 |